# تشارلز هنري بيكر
تشارلز هنري بيكر (بالفرنسية: Charles-Henri Baker)‏ هو صناعي وسياسي هايتي، ولد في 3 يونيو 1955 في بورت أو برانس في هايتي.